# Pseudoamblyteles
Pseudoamblyteles är ett släkte av steklar. Pseudoamblyteles ingår i familjen brokparasitsteklar.
Kladogram enligt Catalogue of Life:
| Pseudoamblyteles | \| \| Pseudoamblyteles homocerus \| \| \| \| \| \| Pseudoamblyteles urticae \| \| \| \| |
|                  | \| \| Pseudoamblyteles homocerus \| \| \| \| \| \| Pseudoamblyteles urticae \| \| \| \| |
|                  | Pseudoamblyteles homocerus                                                              |
|                  |                                                                                         |
|                  | Pseudoamblyteles urticae                                                                |
|                  |                                                                                         |